# 穿梭時空六千里
《穿梭時空六千里 》是劉劭希的第二張演奏專輯，於2009年發行。

## 曲目
1. 雅魯藏布江之魚
2. 老子曰 引子
3. 老子曰
4. 貴妃
5. 油膩式遊戲
6. 懲罰
7. 藍色大門九號
8. 七月之晨
9. 省道八號
10. 曲終人散